# 1-й округ департамента Эна
1-й избирательный округ департамента Эза включает девять кантонов округа Лан: Анизи-ле-Шато, Краон, Креси-сюр-Сер, Ла-Фер, Лан-Север, Лан-Юг, Нёшатель-сюр-Эн, Розуа-сюр-Сер и Сиссон. Общая численность населения по данным Национального института статистики за 2010 г. — 105 371 чел. Общая численность избирателей, включённых в списки для голосования в 2012 г. — 72 613 чел.
Действующим депутатом Национального собрания по 1-му округу является Рене Дозьер (Прочие левые).
|  | Начало срока      | Конец срока       | Депутат        | Партия                             |
|  | ----------------- | ----------------- | -------------- | ---------------------------------- |
|  | 18 июня 2012 г.   | н/вр              | Рене Дозьер    | Прочие левые                       |
|  | 20 июня 2007 г.   | 17 июня 2012 г.   | Рене Дозьер    | Прочие левые                       |
|  | 19 июня 2002 г.   | 19 июня 2007 г.   | Рене Дозьер    | Социалистическая партия            |
|  | 01 июня 1997 г.   | 18 июня 2002 г.   | Рене Дозьер    | Социалистическая партия            |
|  | 02 апреля 1993 г. | 21 апреля 1997 г. | Жан-Клод Ламан | Объединение в поддержку Республики |
|  | 23 июня 1988 г.   | 01 апреля 1993 г. | Рене Дозьер    | Социалистическая партия            |

## Результаты выборов
Выборы депутатов Национального собрания 2012 г.:
|                | Кандидат     | Партия                  | Первый тур | Первый тур     | Второй тур | Второй тур |
| Кол-во голосов | Кандидат     | Партия                  | % голосов  | Кол-во голосов | % голосов  |            |
| -------------- | ------------ | ----------------------- | ---------- | -------------- | ---------- | ---------- |
|                | Рене Дозьер  | Прочие левые            | 12 416     | 29,11          | 17 460     | 42,19      |
|                | Од Боно      | Новый центр             | 11 297     | 26,49          | 15 974     | 38,60      |
|                | Фаваз Кариме | Социалистическая партия | 9157       | 21,47          | 7950       | 19,21      |
|                | Жан-Луи Ру   | Национальный фронт      | 6743       | 15,81          |            |            |
|                | Клодин Брюне | Левый фронт             | 1629       | 3,82           |            |            |
| Прочие         | Прочие       | Прочие                  |            | менее 1 %      |            |            |

Выборы депутатов Национального собрания 2007 г.:
|                | Кандидат             | Партия                         | Первый тур | Первый тур     | Второй тур | Второй тур |
| Кол-во голосов | Кандидат             | Партия                         | % голосов  | Кол-во голосов | % голосов  |            |
| -------------- | -------------------- | ------------------------------ | ---------- | -------------- | ---------- | ---------- |
|                | Рене Дозьер          | Прочие левые                   | 10 916     | 25,06          | 24 499     | 56,28      |
|                | Гаэдик Бланшар-Душен | Союз за народное движение      | 12 902     | 29,62          | 19 028     | 43,72      |
|                | Фаваз Кариме         | Социалистическая партия        | 8786       | 20,17          |            |            |
|                | Жан-Луи Ру           | Национальный фронт             | 2476       | 5,68           |            |            |
|                | Эрик Деле            | Союз за французскую демократию | 1961       | 4,50           |            |            |
|                | Николя Тревийо       | Прочие правые                  | 1185       | 2,72           |            |            |
|                | Поль Анри Анан-Котта | Прочие                         | 1130       | 2,59           |            |            |
|                | Клодин Брюне         | Коммунистическая партия        | 918        | 2,11           |            |            |
|                | Мари-Клод Лафьяк     | Крайне левые                   | 875        | 2,01           |            |            |
|                | Катрин Арриба        | Партия зелёных                 | 814        | 1,87           |            |            |
|                | Сильви Легра         | Движение за Францию            | 649        | 1,49           |            |            |
|                | Жан-Луп Пернель      | Крайне левые                   | 600        | 1,38           |            |            |
| Прочие         | Прочие               | Прочие                         |            | менее 1 %      |            |            |